# William Stephen Atkinson
Pour les articles homonymes, voir William Atkinson et Atkinson.
William Stephen Atkinson est un entomologiste britannique ayant œuvré de nombreuses années en Inde, né en septembre 1820 et mort le 15 janvier 1876.
Il vit de nombreuses années à Calcutta où il collecte et peint des papillons. Sa collection est acquise à sa mort par William Chapman Hewitson (1806-1878) et conservée aujourd’hui par le Natural History Museum de Londres. Frederic Moore (1830-1907) décrit de nombreuses espèces découvertes par Atkinson.

## Source
- (en) Cet article est partiellement ou en totalité issu de l’article de Wikipédia en anglais intitulé « William Stephen Atkinson » (voir la liste des auteurs).

- Notices d'autorité :   - VIAF
  - ISNI
  - IdRef
  - LCCN
  - GND
  - Pays-Bas
  - WorldCat